# Communauté de communes des Quatre Vallées (Loiret)
Die Communauté de communes des Quatre Vallées ist ein französischer Gemeindeverband mit der Rechtsform einer Communauté de communes im Département Loiret in der Region Centre-Val de Loire. Sie wurde am 13. Dezember 1996 gegründet und umfasst 20 Gemeinden (Stand: 1. Januar 2025). Der Verwaltungssitz befindet sich in der Gemeinde Ferrières-en-Gâtinais.

## Historische Entwicklung
Mit Wirkung zum 1. Januar 2025 verließ die Gemeinde Bordeaux-en-Gâtinais die Communauté de communes du Pithiverais-Gâtinais und schloss sich diesem Gemeindeverband  an.

## Mitgliedsgemeinden
| Gemeinde                                  | Einwohner 1. Januar 2022 | Fläche km² | Dichte Einw./km² | Code INSEE | Postleitzahl |
| ----------------------------------------- | ------------------------ | ---------- | ---------------- | ---------- | ------------ |
| Bordeaux-en-Gâtinais                      | 107                      | 9,46       | 11               | 45041      | 45340        |
| Chevannes                                 | 319                      | 11,99      | 27               | 45091      | 45210        |
| Chevry-sous-le-Bignon                     | 228                      | 7,40       | 31               | 45094      | 45210        |
| Corbeilles                                | 1.579                    | 32,62      | 48               | 45103      | 45490        |
| Courtempierre                             | 214                      | 13,30      | 16               | 45114      | 45490        |
| Dordives                                  | 3.257                    | 15,18      | 215              | 45127      | 45680        |
| Ferrières-en-Gâtinais                     | 3.794                    | 27,32      | 139              | 45145      | 45210        |
| Fontenay-sur-Loing                        | 1.677                    | 9,73       | 172              | 45148      | 45210        |
| Girolles                                  | 599                      | 13,90      | 43               | 45156      | 45120        |
| Gondreville                               | 329                      | 8,07       | 41               | 45158      | 45490        |
| Griselles                                 | 818                      | 30,32      | 27               | 45161      | 45210        |
| Le Bignon-Mirabeau                        | 307                      | 12,83      | 24               | 45032      | 45210        |
| Mignères                                  | 314                      | 5,12       | 61               | 45206      | 45490        |
| Mignerette                                | 357                      | 6,21       | 57               | 45207      | 45490        |
| Nargis                                    | 1.441                    | 22,27      | 65               | 45222      | 45210        |
| Préfontaines                              | 429                      | 11,75      | 37               | 45255      | 45490        |
| Rozoy-le-Vieil                            | 398                      | 8,14       | 49               | 45265      | 45210        |
| Sceaux-du-Gâtinais                        | 613                      | 31,72      | 19               | 45303      | 45490        |
| Treilles-en-Gâtinais                      | 294                      | 13,97      | 21               | 45328      | 45490        |
| Villevoques                               | 196                      | 5,06       | 39               | 45343      | 45700        |
| Communauté de communes des Quatre Vallées | 17.270                   | 296,36     | 58               | –          | –            |